# Bürgerschaftswahl in Hamburg 2015
- Linke: 11
- SPD: 58
- Grüne: 15
- FDP: 9
- CDU: 20
- AfD: 8

- Regierung: 73
- Opposition: 48

An der Wahl zur 21. Hamburgischen Bürgerschaft am 15. Februar 2015 nahmen 56,5 Prozent der 1.299.411 wahlberechtigten Personen teil. Die Wahlbeteiligung lag damit unter dem bislang niedrigsten Ergebnis von 2011. Zum zweiten Mal wurde das seit 2009 geänderte Wahlrecht angewandt. Das aktive Wahlalter war zuvor auf 16 Jahre gesenkt worden. Außerdem wurde die Wahlperiode von vier auf fünf Jahre verlängert, so dass die nächste reguläre Wahl zur Bürgerschaft im Frühjahr 2020 anstand. Erstmals wurden die Bezirksversammlungen nicht gleichzeitig mit der Bürgerschaft gewählt, da diese bereits am 25. Mai 2014 zusammen mit der Europawahl gewählt worden waren. Im Ergebnis verlor die seit der Wahl 2011 unter Bürgermeister Olaf Scholz allein regierende SPD ihre absolute Mehrheit und bildete eine Regierungs-Koalition mit den Grünen.

## Wahlrecht
Die 121 Bürgerschaftsabgeordneten wurden nach dem seit 2009 geltenden Wahlrecht gewählt. 71 Mandate wurden direkt in den 17 Mehrmandatswahlkreisen (3–5 Sitze) über offene Wahlkreislisten, die restlichen 50 über offene Landeslisten vergeben. Jeder Wähler hatte insgesamt zehn Stimmen, fünf Wahlkreisstimmen für die Direktkandidaten im Wahlkreis und fünf Landesstimmen für Kandidaten auf den Landeslisten oder für Landeslisten in ihrer Gesamtheit. Die fünf Stimmen konnten bei einer Person (oder Partei bei Landesliste) angehäufelt (kumuliert) oder beliebig verteilt (panaschiert) werden.

## Ausgangssituation

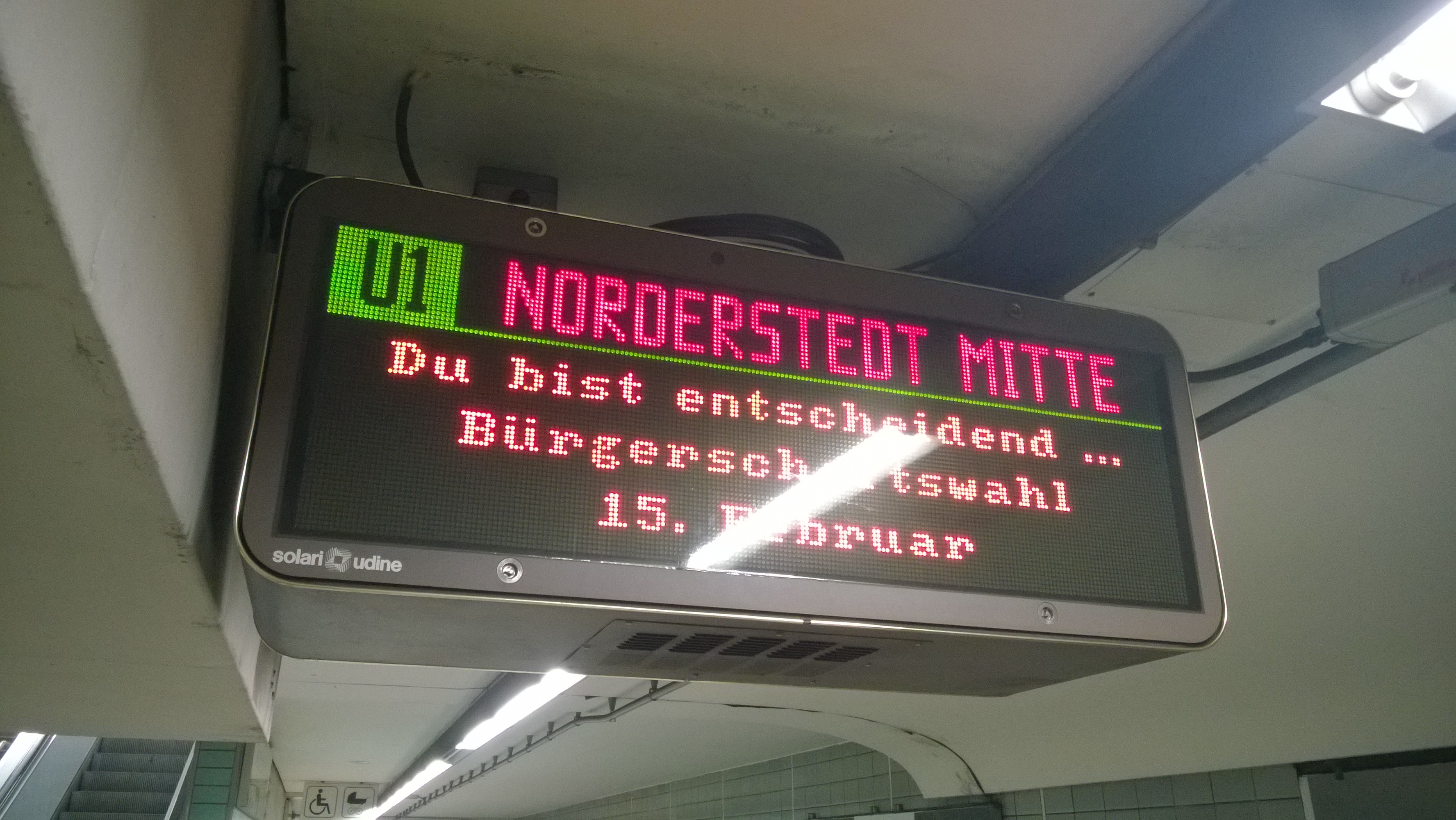
Aufruf zur Wahl auf den Zugzielanzeigen der Hamburger U-Bahn

Bei der Bürgerschaftswahl 2011 erzielte die SPD 48,4 % der Stimmen und gewann damit die absolute Mehrheit der Mandate in der Bürgerschaft. Die CDU bekam 21,9 % der Stimmen. Die Grünen (damals noch GAL) erzielten 11,2 %. Die FDP konnte mit 6,7 % in die Bürgerschaft als Oppositionspartei einziehen. Die Linke konnte ihr Ergebnis von 6,4 % halten und zog zum zweiten Mal in die Bürgerschaft ein. Die Piratenpartei erzielte ein Ergebnis von 2,1 % und blieb damit deutlich unter der Fünf-Prozent-Hürde.
Die Gesamtergebnisse der Bundestagswahl 2013 (Zweitstimmen), der Bezirksversammlungswahlen und der Europawahl am 25. Mai 2014 lauteten:
| Wahl                | SPD  | CDU  | Grüne | Linke | AfD | FDP | Piraten |
| ------------------- | ---- | ---- | ----- | ----- | --- | --- | ------- |
| Bundestagswahl 2013 | 32,4 | 32,1 | 12,7  | 8,8   | 4,2 | 4,8 | 2,8     |
| Bezirkswahl 2014    | 35,2 | 24,8 | 18,2  | 10,2  | 4,5 | 3,9 | 2,7     |
| Europawahl 2014     | 33,8 | 24,6 | 17,2  | 8,6   | 6,0 | 3,7 | 2,2     |

## Kandidaturen
Parteien oder Wählergruppen, die nicht seit der jeweils letzten Wahl im Bundestag oder in einem Landtag vertreten waren oder deren Parteieigenschaft nicht bei der letzten Bundestagswahl festgestellt war, mussten ihre Beteiligung bis zum 17. November 2014 beim Landeswahlleiter anzeigen.
Landeslisten und Wahlkreislisten mussten bis zum 11. Dezember 2014 eingereicht werden. Parteien oder Wählergruppen, die nicht im Bundestag oder einem Landtag vertreten sind, mussten zur Zulassung 1000 Unterstützungsunterschriften für die Landesliste und je 100 Unterstützungsunterschriften pro Wahlkreisliste vorlegen.
Insgesamt traten auf Landeslisten 397 Kandidierende von folgenden zwölf Parteien und einer politischen Vereinigung an:
| Partei                                                                                        | Kürzel            | Kandidaten Landesliste | Wahlkreislisten |
| --------------------------------------------------------------------------------------------- | ----------------- | ---------------------- | --------------- |
| Sozialdemokratische Partei Deutschlands                                                       | SPD               | 60                     | 17              |
| Christlich Demokratische Union Deutschlands                                                   | CDU               | 60                     | 17              |
| Die Linke                                                                                     | Linke             | 17                     | 17              |
| Freie Demokratische Partei                                                                    | FDP               | 55                     | 17              |
| Bündnis 90/Die Grünen, Landesverband Hamburg                                                  | Grüne             | 60                     | 17              |
| Alternative für Deutschland                                                                   | AfD               | 30                     | 17              |
| Piratenpartei Deutschland                                                                     | Piraten           | 23                     | 12              |
| Nationaldemokratische Partei Deutschlands                                                     | NPD               | 6                      | 8               |
| Partei für Arbeit, Rechtsstaat, Tierschutz, Elitenförderung und basisdemokratische Initiative | Die PARTEI        | 20                     | 1               |
| Ökologisch-Demokratische Partei                                                               | ÖDP               | 5                      | 1               |
| Rentner Partei Deutschland                                                                    | RENTNER           | 6                      | –               |
| Hamburger Bürger-Liste                                                                        | HHBL              | 7                      | –               |
| Neue Liberale                                                                                 | Liberale          | 48                     | –               |
| Humanwirtschaftspartei                                                                        | Humanwirtschaft   | –                      | 1               |
| Warum nicht!                                                                                  | –                 | –                      | 1               |
| Hamborg raus aus Altøna                                                                       | HaraAlt           | –                      | 1               |
| Mehr Freiheiten, Sozialdemokratie und Sozialgerechtigkeit: Demokratische Stärke Wählen!       | Soziale Politik   | –                      | 1               |
| Verantwortung für Hamburg                                                                     | SCHEUERL          | –                      | 1               |
| Bürgerbeteiligung endlich ernst nehmen                                                        | Bürgerbeteiligung | –                      | 1               |

Die gerade Partei (DGP) hatte eine Landesliste eingereicht, konnte jedoch nicht die notwendigen Unterstützungsunterschriften vorlegen. Die Alternative zu Deutschland (AzD) hatte eine Beteiligungsanzeige eingereicht und wurde als politische Vereinigung anerkannt, reichte aber keine Wahlvorschläge für eine Landesliste ein. Weiterhin hatte die Kreusel-Partei Hude-Wüsting eine Beteiligungsanzeige abgegeben, wurde jedoch vom Landeswahlausschuss nicht als Partei oder Wählervereinigung anerkannt. Weitere Einzelkandidaturen wurden unter den Stichworten Mehr Demokratie wagen und Ricarda – für Hamburg angekündigt, jedoch nicht eingereicht.

### Spitzenkandidaten
Die Parteien und eine Wählervereinigung traten mit folgenden Spitzenkandidaten auf den Landeslisten an:
| Partei | Partei     | Spitzenkandidat     | Spitzenkandidat    |
| ------ | ---------- | ------------------- | ------------------ |
|        | SPD        | Olaf Scholz         | Olaf Scholz        |
|        | CDU        | Dietrich Wersich    | Dietrich Wersich   |
|        | Linke      | Dora Heyenn         | Dora Heyenn        |
|        | FDP        | Katja Suding        | Katja Suding       |
|        | Grüne      | Katharina Fegebank  | Katharina Fegebank |
|        | AfD        | Jörn Kruse          | Jörn Kruse         |
|        | Piraten    | Burkhard Masseida   |                    |
|        | NPD        | Lennart Schwarzbach |                    |
|        | Die PARTEI | Alexander Grupe     |                    |
|        | ÖDP        | Volker Behrendt     |                    |
|        | Rentner    | Günter Pfeiffer     |                    |
|        | HHBL       | Mareile Kirsch      |                    |
|        | Liberale   | Isabel Wiest        |                    |

## Themen

### Busbeschleunigung
Die SPD-Regierung in Hamburg beschloss zur Kapazitätserweiterung im öffentlichen Personennahverkehr (ÖPNV) bzw. zur Senkung der Betriebskosten ein Busbeschleunigungsprogramm. FDP, CDU und Die Linke lehnen es ab, die Grünen unterstützen es inzwischen nach ursprünglicher Ablehnung und Bevorzugung der Umstellung auf Stadtbahnbetrieb. Ziel ist eine Verkürzung der Fahrzeit, so dass mit der gleichen Anzahl von Bussen und Personal mehr Fahrten durchgeführt werden können. Die Kosten für das gesamte Busbeschleunigungsprogramm sind mit 259 Millionen Euro berechnet worden, es soll voraussichtlich 2020 beendet sein. Im September 2012 begannen die Umbauarbeiten, die gleichzeitig erforderliche Maßnahmen für den allgemeinen Kraftfahrzeug- und Fahrradverkehr beinhalten. Betroffen sind bis 2016 die Metrobuslinien M2, M3, M4, M5, M6, M7, M20, M21 und M25 sowie weitere auf diesen Streckenabschnitten verkehrende Buslinien. Für die Umsetzung des Programms werden Straßenkreuzungen umgebaut, dabei werden die Flächen von 203 Parkplätzen benötigt. Davon werden 59 Parkplätze ersetzt. Eine Umfrage ergab eine deutliche Ablehnung der Bevölkerung.

### Elbphilharmonie
In der HafenCity soll eine Konzerthalle von weltweiter Bedeutung mit einer Höhe von bis zu 110 Metern entstehen. Im Inneren sollen ein Saal mit 2100 Plätzen, ein Hotel, 45 Wohnungen und ein Restaurant Platz finden.
Ursprünglich wurden in der Grundlagenermittlung Kosten in Höhe von 77 Millionen Euro für die Freie und Hansestadt Hamburg veranschlagt. Die Kosten stiegen bei Vertragsabschluss 2007 auf 114 Millionen Euro und 2008 auf 323 Millionen Euro. Das Bauunternehmen Hochtief bezifferte die Kosten 2011 auf 476 Millionen Euro. Im Dezember 2012 einigten sich der SPD-Senat und Hochtief auf eine Netto-Endbausumme in Höhe von 575 Millionen Euro für das Konzerthaus. Inklusive der Kosten für den kommerziellen Bereich (Hotel, Wohnungen, Gastronomie) und die Vorplanung belaufen sich die Kosten für die Stadt auf 789 Millionen Euro. Die FDP und Die Linke kritisieren die Kostensteigerungen und die hohen Ansprüche für das Bauwerk. Die Grünen und die CDU kritisieren die hohen Kostensteigerungen des Bauprojektes durch den SPD-Senat. Im Abschlussbericht des Parlamentarischen Untersuchungsausschuss Elbphilharmonie wurden unter den politischen Vertretern Ole von Beust (CDU), sein damaliger Staatsrat in der Senatskanzlei Volkmar Schön und Kultursenatorin Karin von Welck (parteilos, von der CDU vorgeschlagen) zu den Hauptverantwortlichen der Kostensteigerung gezählt.

### Landesschulden
Die Stadt Hamburg hat etwa 25 Milliarden Euro Schulden. Ab 2020 gilt die Schuldenbremse auf Länderebene. Ab 2017 will der SPD-Senat mit den erwarteten Steuermehreinnahmen einen ausgeglichenen Haushalt vorweisen. Die Grünen unterstützen die Pläne der SPD. Die Linke will die Einnahmen der Stadt erhöhen, um einen ausgeglichenen Haushalt zu erreichen. Die FDP forderte in einem Antrag den Senat auf, schon ab 2014 mit den vorhandenen Steuergeldern einen ausgeglichenen Haushalt zu erreichen. Die CDU fordert, wie bereits in der Vergangenheit, ebenfalls einen schnelleren Stopp der Neuverschuldung.

### Bewerbung um die Olympischen Spiele
SPD, CDU und FDP befürworten eine Bewerbung für Olympische Sommerspiele 2024 in Hamburg. Hamburgs Grüne sind sich bei dem Thema uneins. Die Linke lehnt eine Bewerbung ab, unterstützt das Positionspapier von (N)Olympia-Hamburg und wirbt mit „Sport statt Olympia“. Die Neue Liberale Hamburg unterstützt die Olympiabewerbung, sofern sie sozial- und umweltverträglich durchgeführt werden kann. Die Piratenpartei Hamburg spricht sich gegen eine Bewerbung aus und bewirbt dies auf Plakaten mit dem Motto: „20 Milliarden für Olympia? Nicht mit meinem Geld.“ Die AfD positioniert sich unentschieden.

### Cannabis
Die FDP fordert die Legalisierung von Cannabis, um eine staatliche Kontrolle über den Schattenmarkt zu erlangen. Die Grünen wünschen sich für Hamburg ein Modellprojekt zur begrenzten Abgabe von Cannabis an Erwachsene. Die Linke will alle Drogen legalisieren, um den Betroffenen besser helfen zu können. Die CDU will keine illegalen Drogen legalisieren und warnt vor den Schäden durch die Drogen. Die SPD ist gegen eine Legalisierung von Cannabis, um insbesondere Kinder und Jugendliche vor dauerhaften Schäden zu schützen und warnt vor Kiffer-Tourismus. Die Neuen Liberalen fordern die Legalisierung aller psychoaktiven Stoffe.

## Koalitionsaussagen
Olaf Scholz strebte die absolute Mehrheit an, eine Koalition mit der Linken oder der FDP schloss er aus. Zudem gab er bekannt, dass er zuerst mit den Grünen verhandeln wolle.
CDU-Spitzenkandidat Dietrich Wersich teilte im TV-Duell, ausgerichtet von Hamburg1 und dem Hamburger Abendblatt, mit:  Wir sind bereit zur Großen Koalition.
Die Grünen legten sich auf eine Koalitionsaussage nicht fest. Beispielsweise blieben sie demonstrativ dem traditionellen Neujahrsempfang des Senats fern, Spitzenkandidatin Katharina Fegebank machte währenddessen Wahlkampf an der Außenalster.
Die Linke wollte in der kommenden Bürgerschaft Oppositionspartei bleiben. Eine Koalitionsregierung mit der SPD wurde ausgeschlossen. Eine Regierungsbildung unter CDU-Führung wurde aufgrund zahlreicher inhaltlicher Differenzen gar nicht erst diskutiert.
Die FDP strebte laut einem Interview im September 2014 eine Koalition mit der SPD an, welche jedoch in der letzten Woche vor dem Urnengang eindeutig von Olaf Scholz abgelehnt wurde.

## Wahlkampffinanzierung
Mehr als 100.000 Wahlplakate soll es während des Wahlkampfes auf Hamburgs Straßen gegeben haben. Den mit Abstand größten Betrag von 800.000 Euro soll die SPD in den Hamburger Wahlkampf investiert haben. Gefolgt von der CDU mit 615.000 Euro. Die Kandidaten der CDU mussten ihren Wahlkampf selbst finanzieren, Birgit Stöver zum Beispiel mit 5.000 Euro. Die Linken hatten ein Budget von 250.000 Euro. Mit 200.000 Euro kostete der Wahlkampf der Grünen. Bei den Grünen wurden beispielsweise für einen der 17 Wahlkreise – den Wahlkreis Harburg – 10.000 Euro bewilligt; weitere Gelder haben die Kandidaten privat aufgenommen. Das Budget der FDP lag anfangs bei 150.000 Euro und war damit das kleinste Budget aller in der Bürgerschaft vertretenden Parteien. Durch Spenden von (Alt-)Liberalen erhöhte sich das Wahlkampfbudget auf 300.000 Euro. Großspender waren u. a. von Randolf Rodenstock und der Autobauer BMW. Die Neuen Liberalen beziffern ihre Wahlkampfkosten für ganz Hamburg auf ca. 35.000 Euro.

## Störungen im Wahlkampf
Die Alternative für Deutschland beklagte Behinderungen ihres Wahlkampfes durch Zerstörung von Wahlplakaten, Störung von Wahlkampfveranstaltungen, Einschüchterungsversuche gegen Kandidaten und Sachbeschädigungen an Wohnhäusern von Kandidaten. Nach einem Farbbeutelanschlag auf das Wohnhaus von Dirk Nockemann nahm der Staatsschutz des Landeskriminalamtes Ermittlungen auf; die Täter werden in linksautonomen Kreisen vermutet.

## Umfragen
Für die Sonntagsfrage gaben die Meinungsforschungsinstitute folgende Werte (Angaben in Prozent) an (Quelle: wahlrecht.de):
| Institut                | Datum             | SPD  | CDU  | Grüne | FDP | Linke | Piraten | AfD | Liberale | Sonstige |
| ----------------------- | ----------------- | ---- | ---- | ----- | --- | ----- | ------- | --- | -------- | -------- |
| Bürgerschaftswahl 2015  | 15. Februar 2015  | 45,6 | 15,9 | 12,3  | 7,4 | 8,5   | 1,6     | 6,1 | 0,5      | 2,1      |
| Forschungsgruppe Wahlen | 12. Februar 2015  | 47   | 17   | 12    | 6   | 8,5   | –       | 5   | –        | 4,5      |
| Universität Hamburg     | 10. Februar 2015  | 44,6 | 22,6 | 14,9  | 2,8 | 9,1   | –       | 2,9 | –        | 3,2      |
| Forschungsgruppe Wahlen | 6. Februar 2015   | 45   | 19   | 11    | 6   | 9,5   | –       | 5   | –        | 4,5      |
| Infratest dimap         | 5. Februar 2015   | 46   | 18   | 11    | 5,5 | 9     | –       | 5,5 | –        | 5        |
| Infratest dimap         | 29. Januar 2015   | 44   | 20   | 13    | 5   | 9     | –       | 6   | –        | 3        |
| INSA                    | 14. Januar 2015   | 42   | 23   | 14    | 4   | 7     | –       | 6   | –        | 4        |
| Infratest dimap         | 14. Januar 2015   | 43   | 22   | 14    | 4   | 8     | –       | 5   | –        | 5        |
| mafo.de                 | 15. Dezember 2014 | 42   | 22   | 14    | 2   | 8     | –       | 6   | 3        | 3        |
| Infratest dimap         | 11. Dezember 2014 | 43   | 24   | 14    | 2   | 9     | –       | 4   | –        | 4        |
| GESS Phone & Field      | 8. November 2014  | 45   | 27   | 11    | 2   | 7     | –       | 4   | –        | 4        |
| mafo.de                 | 9. Mai 2014       | 38,5 | 22,6 | 13,7  | 2,9 | 7,8   | –       | 5,8 | –        | 8,7      |
| GESS Phone & Field      | 15. Februar 2014  | 48   | 24   | 11    | 3   | 8     | –       | –   | –        | –        |
| Infratest dimap         | 15. Januar 2014   | 42   | 25   | 13    | 5   | 9     | –       | 3   | –        | 3        |
| Universität Hamburg     | 26. Juni 2013     | 43   | 21   | 18    | 4   | 8     | 4       | –   | –        | 2        |
| GESS Phone & Field      | 9. Februar 2013   | 51   | 23   | 13    | 2   | 4     | 2       | –   | –        | 5        |
| Bürgerschaftswahl 2011  | 20. Februar 2011  | 48,4 | 21,9 | 11,2  | 6,7 | 6,4   | 2,1     | –   | –        | 3,3      |

Für die Frage, wen die Bürger direkt zum Ersten Bürgermeister wählen würden, gaben die Meinungsforschungsinstitute folgende Werte (Angaben in Prozent) an:
| Institut                | Datum             | Olaf Scholz (SPD) | Dietrich Wersich (CDU) |
| ----------------------- | ----------------- | ----------------- | ---------------------- |
| Infratest dimap         | 15. Februar 2015  | 70                | 15                     |
| Forschungsgruppe Wahlen | 15. Februar 2015  | 70                | 15                     |
| Forschungsgruppe Wahlen | 12. Februar 2015  | 72                | 12                     |
| Forschungsgruppe Wahlen | 6. Februar 2015   | 66                | 15                     |
| Infratest dimap         | 5. Februar 2015   | 67                | 11                     |
| Infratest dimap         | 29. Januar 2015   | 70                | 13                     |
| Infratest dimap         | 14. Januar 2015   | 66                | 16                     |
| Infratest dimap         | 11. Dezember 2014 | 68                | 12                     |
| GESS Phone & Field      | 8. November 2014  | 65                | 18                     |
| GESS Phone & Field      | 15. Februar 2014  | 66                | 13                     |
| Infratest dimap         | 15. Januar 2014   | 69                | 13                     |

## Wahlkreise und Mandate
Die folgende Tabelle listet die Wahlkreise bei der Wahl 2015 auf.
| Nr. | Wahlkreis                                  | Sitze | Bezirk        | Stadtteile |
| --- | ------------------------------------------ | ----- | ------------- | --- |
| 1   | Hamburg-Mitte                              | 5     | Hamburg-Mitte | Altstadt, HafenCity, Neustadt, St. Pauli, St. Georg, Hammerbrook, Borgfelde, Hamm, Horn, Neuwerk                                                                    |
| 2   | Billstedt – Wilhelmsburg – Finkenwerder    | 5     | Hamburg-Mitte | Billstedt, Billbrook, Rothenburgsort, Veddel, Wilhelmsburg, Kleiner Grasbrook, Steinwerder, Waltershof, Finkenwerder                                                |
| 3   | Altona                                     | 5     | Altona        | Altona-Altstadt, Altona-Nord, Ottensen, Bahrenfeld, Groß Flottbek, Othmarschen, Sternschanze                                                                        |
| 4   | Blankenese                                 | 5     | Altona        | Lurup, Osdorf, Nienstedten, Blankenese, Iserbrook, Sülldorf, Rissen                                                                                                 |
| 5   | Rotherbaum – Harvestehude – Eimsbüttel-Ost | 3     | Eimsbüttel    | Rotherbaum, Harvestehude, Hoheluft-West, Eimsbüttel |
| 6   | Stellingen – Eimsbüttel-West               | 3     | Eimsbüttel    | Eidelstedt, Stellingen, Eimsbüttel |
| 7   | Lokstedt – Niendorf – Schnelsen            | 4     | Eimsbüttel    | Lokstedt, Niendorf, Schnelsen |
| 8   | Eppendorf – Winterhude                     | 4     | Hamburg-Nord  | Hoheluft-Ost, Eppendorf, Winterhude |
| 9   | Barmbek – Uhlenhorst – Dulsberg            | 5     | Hamburg-Nord  | Uhlenhorst, Hohenfelde, Barmbek-Nord, -Süd, Dulsberg |
| 10  | Fuhlsbüttel – Alsterdorf – Langenhorn      | 4     | Hamburg-Nord  | Groß Borstel, Alsterdorf, Ohlsdorf, Fuhlsbüttel, Langenhorn |
| 11  | Wandsbek                                   | 4     | Wandsbek      | Eilbek, Wandsbek, Marienthal, Jenfeld, Tonndorf |
| 12  | Bramfeld – Farmsen-Berne                   | 4     | Wandsbek      | Farmsen-Berne, Bramfeld, Steilshoop |
| 13  | Alstertal – Walddörfer                     | 5     | Wandsbek      | Wellingsbüttel, Sasel, Poppenbüttel, Hummelsbüttel, Lemsahl-Mellingstedt, Duvenstedt, Wohldorf-Ohlstedt, Bergstedt, Volksdorf                                       |
| 14  | Rahlstedt                                  | 4     | Wandsbek      | Rahlstedt |
| 15  | Bergedorf                                  | 5     | Bergedorf     | Allermöhe, Neuallermöhe, Altengamme, Bergedorf, Billwerder, Curslack, Kirchwerder, Lohbrügge, Moorfleet, Neuengamme, Ochsenwerder, Reitbrook, Spadenland, Tatenberg |
| 16  | Harburg                                    | 3     | Harburg       | Harburg, Neuland, Gut Moor, Wilstorf, Rönneburg, Langenbek, Sinstorf, Marmstorf, Eißendorf, Heimfeld                                                                |
| 17  | Süderelbe                                  | 3     | Harburg       | Altenwerder, Moorburg, Hausbruch, Neugraben-Fischbek, Francop, Neuenfelde, Cranz, Eißendorf, Heimfeld                                                               |

## Ergebnis
| Listen                       | Listen                       | Wahlkreisstimmen | Wahlkreisstimmen | Wahlkreisstimmen | Wahlkreisstimmen | Landesstimmen | Landesstimmen | Landesstimmen | Landesstimmen | Mandate | Mandate |
| Listen                       | Listen                       | Stimmen          | %                | +/-              | Mandate          | Stimmen       | %             | +/-           | Mandate       | Anzahl  | +/-     |
| ---------------------------- | ---------------------------- | ---------------- | ---------------- | ---------------- | ---------------- | ------------- | ------------- | ------------- | ------------- | ------- | ------- |
|                              | SPD                          | 1.440.847        | 41,0             | –4,3             | 35               | 1.611.274     | 45,6          | –2,8          | 23            | 58      | –4      |
|                              | CDU                          | 690.479          | 19,7             | –3,3             | 18               | 561.377       | 15,9          | –6,0          | 2             | 20      | –8      |
|                              | Grüne                        | 515.900          | 14,7             | +0,5             | 13               | 432.713       | 12,3          | +1,1          | 2             | 15      | +1      |
|                              | Die Linke                    | 325.909          | 9,3              | +2,3             | 4                | 300.567       | 8,5           | +2,1          | 7             | 11      | +3      |
|                              | FDP                          | 222.736          | 6,3              | ±0,0             | 1                | 262.157       | 7,4           | +0,8          | 8             | 9       | +8      |
|                              | AfD                          | 217.144          | 6,2              | N/A              | –                | 214.833       | 6,1           | N/A           | 8             | 8       | –       |
|                              | Piraten                      | 65.358           | 1,9              | –0,2             | –                | 54.802        | 1,6           | –0,6          | –             | –       | –       |
|                              | Die PARTEI                   | 5.278            | 0,2              | –0,1             | –                | 31.710        | 0,9           | +0,2          | –             | –       | –       |
|                              | Neue Liberale                | –                | –                | N/A              | –                | 18.464        | 0,5           | N/A           | –             | –       | –       |
|                              | ÖDP                          | 3.140            | 0,1              | ±0,0             | –                | 13.621        | 0,4           | +0,1          | –             | –       | –       |
|                              | NPD                          | 9.542            | 0,3              | –0,8             | –                | 11.293        | 0,3           | –0,6          | –             | –       | –       |
|                              | RENTNER                      | –                | –                | ±0,0             | –                | 9.937         | 0,3           | –0,2          | –             | –       | –       |
|                              | HHBL                         | –                | –                | N/A              | –                | 7.349         | 0,2           | N/A           | –             | –       | –       |
|                              | Verantwortung für Hamburg    | 6.773            | 0,2              | N/A              | –                | –             | –             | N/A           | –             | –       | –       |
|                              | Bürgerbeteiligung            | 3.174            | 0,1              | N/A              | –                | –             | –             | N/A           | –             | –       | –       |
|                              | HaraAlt                      | 2.107            | 0,1              | N/A              | –                | –             | –             | N/A           | –             | –       | –       |
|                              | Humanwirtschaft              | 1.448            | 0,0              | N/A              | –                | –             | –             | N/A           | –             | –       | –       |
|                              | Soziale Politik              | 1.161            | 0,0              | N/A              | –                | –             | –             | N/A           | –             | –       | –       |
|                              | Warum nicht!                 | 1.131            | 0,0              | N/A              | –                | –             | –             | N/A           | –             | –       | –       |
| Gesamt                       | Gesamt                       | 3.512.127        | 100              |                  | 71               | 3.530.097     | 100           |               | 50            | 121     | –       |
|                              |                              |                  |                  |                  |                  |               |               |               |               |         |         |
| Gültige Stimmzettel          | Gültige Stimmzettel          | 712.021          | –                | –                |                  | 712.903       | –             | –             |               |         |         |
| Ungültige Stimmzettel        | Ungültige Stimmzettel        | 20.854           | 2,8              | –0,6             |                  | 20.648        | 2,8           | –0,1          |               |         |         |
| Abgegebene Stimmzettel       | Abgegebene Stimmzettel       | 732.875          | –                | –                |                  | 733.551       | –             | –             |               |         |         |
| Nicht abgegebene Stimmzettel | Nicht abgegebene Stimmzettel | 1.267            | 0,2              | ±0,0             |                  | 591           | 0,1           | ±0,0          |               |         |         |
| Wähler                       | Wähler                       | 734.142          | 56,5             | –0,6             |                  | 734.142       | 56,5          | –0,7          |               |         |         |
| Wahlberechtigte              | Wahlberechtigte              | 1.299.411        |                  |                  |                  | 1.299.411     |               |               |               |         |         |
|                              |                              |                  |                  |                  |                  |               |               |               |               |         |         |
| Quelle: Statistische Amt     |                              |                  |                  |                  |                  |               |               |               |               |         |         |

Direkt in den Wahlkreisen gewählte Kandidaten

Stimmenstärkste Parteien in den Stadtteilen

Die SPD hatte die knappe absolute Mehrheit der Mandate, die sie nach der Wahl 2011 innehatte, verloren und benötigte einen Koalitionspartner. Mit 45,6 Prozent war der Senat Scholz I aber deutlich im Amt bestätigt worden. Die CDU verlor weiter und erreichte mit 15,9 Prozent das zum Zeitpunkt schlechteste Ergebnis bei einer Wahl in Hamburg überhaupt und unterbot damit das bisher schlechteste Landesergebnis von der Bundestagswahl 1949. Dietrich Wersich (CDU) trat daraufhin nicht wieder als Fraktionsvorsitzender an. Grüne, Linke und die FDP konnten Gewinne erzielen. Die AfD konnte mit ihren 6,1 Prozent in die Bürgerschaft einziehen und damit in das erste westdeutsche Landesparlament. Alle anderen Parteien verfehlten die Fünf-Prozent-Hürde.
Als Folge des Wahlergebnisses begann die SPD mit den Grünen Koalitionsverhandlungen, um eine gemeinsame Regierung zu bilden. Diese wurden Anfang April 2015 abgeschlossen und das Ergebnis am 8. April 2015 in einer Pressekonferenz der Öffentlichkeit vorgestellt. Die Grünen stimmten am 12. April auf einer Mitgliederversammlung und die Sozialdemokraten am 14. April auf einem Landesparteitag über den Vertrag ab.
Die neue Bürgerschaft konstituierte sich am 2. März. Das erste Mal betrug ihre Legislaturperiode fünf Jahre, sodass sie erst wieder im Jahr 2020 gewählt wurde. Mit 109 von 120 abgegebenen Stimmen wurde Carola Veit (SPD) wieder zur Präsidentin der Bürgerschaft gewählt. Jede Fraktion schlug zudem je einen Vizepräsidenten vor. Für die CDU wurde der vorherige Fraktionschef und Spitzenkandidat Wersich gewählt. Den CDU-Fraktionsvorsitz übernahm André Trepoll. Der Kandidat der AfD fiel als einziger bei der Wahl durch, wurde jedoch in der zweiten Sitzung der Bürgerschaft mit knapper Mehrheit gewählt.
Die bisherige Fraktionsvorsitzende und Spitzenkandidatin der Linkspartei Dora Heyenn trat nach Querelen um den künftigen Fraktionsvorsitz aus der Fraktion aus. Die Fraktion wurde durch eine Doppelspitze aus Sabine Boeddinghaus und Cansu Özdemir geführt. Die für die Grünen gewählte Abgeordnete Nebahat Güçlü wurde nicht in deren Fraktion aufgenommen und trat Anfang April aus der Partei aus. Sie gehörte ebenso wie Heyenn der Bürgerschaft als fraktionslose Abgeordnete an.

## Verteilung männliche/weibliche Abgeordnete
Die Zusammensetzung des Parlaments nach weiblichen und männlichen Abgeordneten im Jahr 2015 nach Parteien:
| Partei       | Gesamt | Weiblich    | Männlich    |
| ------------ | ------ | ----------- | ----------- |
| Gesamt       | 121    | 47 (38,8 %) | 74 (61,2 %) |
| SPD          | 58     | 25 (43,1 %) | 33 (56,9 %) |
| CDU          | 20     | 3 (15,0 %)  | 17 (85,0 %) |
| Grüne        | 14     | 8 (57,1 %)  | 6 (42,9 %)  |
| Die Linke    | 10     | 5 (50,0 %)  | 5 (50,0 %)  |
| FDP          | 9      | 3 (33,3 %)  | 6 (66,7 %)  |
| AfD          | 8      | 1 (12,5 %)  | 7 (87,5 %)  |
| fraktionslos | 2      | 2 (100 %)   | 0           |

## Verdacht auf Wahlfälschung
Den Betreibern der Website Wahlrecht.de fiel nach einer Überprüfung der Wahlergebnisse auf, dass es im Wahlkreis Billstedt – Wilhelmsburg – Finkenwerder bei zwei Kandidaten Auffälligkeiten gab: Sowohl Murat Gözay (Grüne) als auch Vahan Balayan (CDU) hatten deutlich mehr Briefwahlstimmen erhalten, als statistisch zu erwarten gewesen wäre. Nachdem sich der Verdacht auf Wahlfälschung erhärtet hatte, bestätigte der Landeswahlleiter am 25. Februar 2015, dass man die Angelegenheit an die Polizei übergeben habe. Hinweise, dass einer der Kandidaten an der Manipulation beteiligt war, existierten nicht. Eine praktische Relevanz hätte diese nicht gehabt, da Gözay auch ohne die mutmaßlich gefälschten Stimmen den Einzug in das Stadtparlament erreicht und Balayan ohnehin den Einzug verfehlt hatte. Infolgedessen wurde im November 2018 ein Wahlkampfhelfer der Grünen wegen Wahl- und Urkundenfälschung in 30 Fällen zu einer Freiheitsstrafe von einem Jahr auf Bewährung verurteilt. Im Fall des CDU-Politikers konnte der Verdacht nicht bestätigt werden. Der Bericht des Verfassungs- und Bezirksausschusses über die Prüfung der Gültigkeit der Wahlen zur Bürgerschaft am 15. Februar 2015 hält zudem fest, dass die strafrechtlichen Ermittlungen in Bezug auf die Briefwahlstimmen des Kandidaten Balayan keine Anhaltspunkte für eine Wahlstraftat ergeben.